# غيرجيني
غيرجيني (بالبلغارية: Гергини)‏ قرية تقع إدارياً ضمن مقاطعة غابروفو في بلغاريا. ويبلغ عدد سكانها 148 نسمة حسب تعداد 15 مارس 2015. تعتمد غيرجيني للبريد على الرمز البريدي 5345.